# Malone, New York
Malone är en kommun i Franklin County i delstaten New York, USA.